# Familiäre exsudative Vitreoretinopathie
Die Familiäre exsudative Vitreoretinopathie (FEVR) ist eine sehr seltene angeborene Erkrankung mit langsam fortschreitender beidseitiger Membranbildung im Auge bei reifen Neugeborenen ohne Sauerstoffbehandlung. Sie ist eine Form einer angeborenen Vitreoretinopathie mit abnormaler oder unvollständiger Gefäßbildung in der peripheren Netzhaut und kann bis zur Netzhautablösung und Erblindung führen.
Synonym: Criswick-Schepens-Syndrom
Die Erstbeschreibung stammt aus dem Jahre 1969 durch die US-amerikanischen Augenärzte V. G. Criswick und C. L. Schepens.

## Verbreitung
Die Häufigkeit ist nicht bekannt, der Vererbungsmechanismus ist nicht einheitlich, autosomal-dominant ist aber häufig.

## Ursache
Je nach zugrunde liegender Mutation können folgende Typen unterschieden werden, allerdings ist bei etwa der Hälfte die zugrunde liegende Mutation nicht bekannt:
- FEVR 1, autosomal-dominant, Mutationen im FZD4-Gen auf Chromosom 11 Genort q14.2[4]
- FEVR 2, X-Chromosomal, Mutationen im NDP-Gen auf p11.3[5]
- FEVR 3, autosomal-dominant, Mutationen auf Chromosom 11 Genort p13-p12[6]
- FEVR 4, autosomal-dominant oder rezessiv, Mutationen im LRP5-Gen auf Chromosom 11 Genort q13.2[7]
- FEVR 5, autosomal-dominant, Mutationen im TSPAN12-Gen auf Chromosom 7 Genort q31.31[8]
- FEVR 6, autosomal-dominant, Mutationen  im ZNF408-Gen auf Chromosom 11 Genort p111.2[9]
- FEVR 7, autosomal-dominant, Mutationen  im CTNNB1-Gen auf Chromosom 3 Genort p22.1[10]

## Klinische Erscheinungen
Klinische Kriterien sind:
- variables Ausmaß an Veränderungen einschließlich Sehbeeinträchtigung auch innerhalb einer Familie von klinisch unauffällig bis blind bei Geburt
- Manifestation im Neugeborenen- oder Kleinkindalter
- hintere Glaskörperabhebung
- organisierte Glaskörpermembranen
- Netzhautablösung
- rezidivierende Glaskörperblutungen
- Periphere Sehstörung
- nach dem 20. Lebensjahr verlangsamt sich die Befundzunahme

Das Sehvermögen muss nicht beeinträchtigt sein, wenn, dann treten früh Sehstörungen im peripheren Gesichtsfeld auf. Es kann auch zu Schielen und Leukokorie kommen.

## Diagnose
Die Diagnose ergibt sich aus der augenärztlichen Untersuchung. Klinisch nicht offensichtliche Formen sind mit Fluoreszenzangiographie nachweisbar. Eine frühzeitige Erfassung des Krankheitsbildes ist wichtig, um eventuelle Komplikationen zu vermeiden.

## Differentialdiagnostik
Abzugrenzen sind:
- Retinopathia praematurorum
- Morbus Coats
- X-chromosomale Retinoschisis
- Goldmann-Favre-Syndrom
- Wagner-Syndrom
- Norrie-Syndrom
- Persistierender hyperplastischer primärer Vitreus
- Bloch-Sulzberger-Syndrom

## Therapie
Die Behandlung richtet sich gegen eine eventuelle Netzhautablösung.